# Horst Gamon
Horst Gamon (* 12. November 1936 in Groß-Strehlitz, Provinz Oberschlesien) ist ein ehemaliger deutscher Fußballspieler.

## Werdegang
Der Abwehrspieler Gamon stammt aus dem oberschlesischen Groß-Strehlitz. Nach dem Ende des Zweiten Weltkrieges zog seine Familie zunächst ins sächsische Rochlitz, bevor die Gamons 1951 zunächst nach Stukenbrock und dann nach Herford floh. Im gleichen Jahr begann er seine fußballerische Laufbahn in der Jugend des VfB Einigkeit Herford, bevor er in der Saison 1955/56 ein einjähriges Gastspiel beim FC St. Pauli gab. Nach nur einem Jahr kehrte er nach Herford zurück und spielte für Union Herford, mit denen er im Jahre 1959 in die seinerzeit drittklassige Verbandsliga Westfalen aufstieg.
Im Sommer 1960 wechselte er zum Ligarivalen Arminia Bielefeld. Als Prämie für den Wechsel erhielt Gamon von der Arminia einen VW Käfer sowie einen zehntägigen Urlaub im Schwarzwald. Mit dieser Maßnahme wollten die Bielefelder verhindern, dass er von seinem alten Verein umgestimmt wird und den Vertrag mit der Arminia widerruft. Mit den Bielefeldern wurde Gamon im Jahre 1962 Westfalenmeister und stieg in die II. Division West auf. Ein Jahr später qualifizierte er sich mit seiner Mannschaft für die neu geschaffene Regionalliga West. In der Schlussphase der Saison stellte der neue Trainer Helmut Meidt Gamon als Stürmer auf.
Gamon hatte während seiner Karriere immer wieder mit Verletzungen zu kämpfen. Einmal spielte er wochenlang unter Schmerzen in seiner rechten Ferse. Es stellte sich heraus, dass die Schmerzen durch eine Knochenabsplitterung verursacht wurden, die ihm dann herausoperiert wurde. Im Sommer 1965 musste Gamon dann verletzungsbedingt seine Karriere beenden. Er absolvierte für die Bielefelder 14 Spiele in der II. Division West, in denen er dreimal traf. Dazu kamen 26 Regionalligaspiele mit zwei Torerfolgen.
Horst Gamon galt als laufstarker und kopfballstarker Spieler. Berühmt wurde ein Foto von Günter Rudolf, das Gamon bei einem Spiel gegen den VfL Osnabrück fast waagerecht bei einem Flugkopfball zeigt. Der Nationalspieler Uwe Seeler sah dieses Foto und sagte, dass man einen Kopfball „besser und perfekter nicht machen könne“. Später war Gamon als Trainer tätig, unter anderem für den SV Eidinghausen-Werste aus Bad Oeynhausen, den SC Herford, den BV Bad Oeynhausen, den FC Gohfeld und die TSG Harsewinkel. Heute lebt er als Rentner in Herford.